# 鮑氏不動桿菌
鮑氏不動桿菌（學名：Acinetobacter baumannii，俗稱：AB菌），屬於革蘭氏陰性菌，是一种严格需氧、非乳糖发酵的条件致病菌，不具鞭毛，移動性不高，但生命力極強，可廣泛地存在於大自然中。該菌是不动杆菌属细菌中在医院感染中常见的一种，也是水產養殖業動物的病原菌。它通常会引起菌血症，肺炎，脑膜炎，腹膜炎，心内膜炎，以及泌尿道和皮肤感染。

## 突變
鲍氏不动杆菌已经成为医院感染的主要来源，尤其是重症监护室。该病菌因為抗生素的濫用，導致鮑氏不動桿菌產生抗藥性，變成「多重抗藥性鮑氏不動桿菌」。目前對抗多重抗藥性鮑氏不動桿菌的方法只有用後線抗生素像替加環素（替加環素是許多細菌感染的抗生素。它是靜脈內給予的甘氨酰環素。它是針對抗生素耐藥細菌如金黃色葡萄球菌，鮑曼不動桿菌和大腸桿菌的增長率而開發的)。